# 부천시의 도로 목록
다음은 부천시의 도로 목록이다. 도로는 대로, 로, 길 순서로 가나다 순으로 정리하며, 기초번호나 일련번호 방식으로 매겨진 도로명은 따로 기입하지 않는다. 타 시/도와 연계될 경우 그 경계까지만 적는다.

## 대로
| 도로명   | 기점          | 종점          | 길이     | 유래                                       | 지정일          | 비고            |
| -------- | ------------- | ------------- | -------- | ------------------------------------------ | --------------- | --------------- |
| 경명대로 | 오정구 오정동 | 오정구 오정동 | 11.942km | 징맹이 고개의 한자말                       | 2009년 7월 10일 |                 |
| 봉오대로 | 오정구 삼정동 | 오정구 고강동 | 15.589km | 인천 서구 봉화대에서 부천 오정구로 가는 길 | 2009년 7월 10일 | 27              |
| 송내대로 | 소사구 송내동 | 오정구 삼정동 | 5.433km  | 경인전철역명 사용 (송내역)                 | 2010년 2월 25일 | 구 중동대로 · 3 |
| 중동대로 | 송내동        | 삼정동        | 5.319km  | 부천의 지역명 사용                         | 2009년 7월 10일 | 송내대로로 변경 |

## 로
| 도로명     | 기점            | 종점                              | 길이     | 유래 | 지정일                           | 비고                                                                                            |
| ---------- | --------------- | --------------------------------- | -------- | --- | -------------------------------- | ----------------------------------------------------------------------------------------------- |
| 가로공원로 | 오정구 고강동   | 오정구 고강동                     | 2.405km  | 인근의 가로공원이 있어 공원명칭 사용                                                                       | 2009년 7월 10일                  |                                                                                                 |
| 경인로     | 소사구 송내동   | 소사구 괴안동                     | 28.004km | 서울에서 인천을 연결하는 도로                                                                              | 2009년 7월 10일                  | 39469                                                                                           |
| 경인옛로   | 소사구 소사본동 | 소사구괴안동                      | 1.4km    | 경인국도가 건설되기 전에 이용되던 주요도로로서 옛 이미지를 살려 붙여진 이름                                | 2009년 11월 12일                 |                                                                                                 |
| 계남로     | 원미구 상동     | 원미구 중동                       | 3.64km   | 부천군 당시 행정구역 명칭 인용                                                                             | 2009년 11월 12일                 |                                                                                                 |
| 고강로     | 오정구 원종동   | 오정구 고강동                     | 1.78km   | 행정구역명 (고강동)을 이용하여 고강로로 명명                                                               | 2009년 11월 12일                 | 74                                                                                              |
| 고리울로   | 오정구 고강동   | 오정구 고강본동                   | 927m     | 고강동 지역의 옛 지명 인용                                                                                 | 2009년 11월 12일                 |                                                                                                 |
| 길주로     | 원미구 상동     | 오정구 작동                       | 14.428km | 옛 고려 충렬왕 때 부천과 부평 고을의 이름 반영                                                             | 2009년 7월 10일                  | 4                                                                                               |
| 까치로     | 오정구 작동     | 오정구 원종동                     | 1.278km  | 자연부락인 까치울 명칭을 인용                                                                              | 2009년 11월 12일                 |                                                                                                 |
| 대장로     | 오정구 고강동   | 오정구 대장동                     | 2.044km  | 지역명칭인 대장마을에서 유래                                                                               | 2009년 7월 10일                  |                                                                                                 |
| 도약로     | 원미구 상동     | 원미구 도당동                     | 3.11km   | 도당동과 약대동을 연결하는 도로로 도약한다는 의미에서 붙여진 명칭으로 도당동의 "도"와 약대동의 "약"자 조합 | 2009년 11월 12일                 |                                                                                                 |
| 마니로     | 소사구 송내동   | 소사구 송내동                     | 904m     | 인천 장수동 마니골로 넘어가는 고개라고 해서 붙여진 명칭                                                    | 2009년 11월 12일                 |                                                                                                 |
| 문예로     | 소사구 송내동   | 오정구 삼정동                     | 4.52km   | 활발한 문화활동이 이루어지기를 기원하는 의미로 붙여진 명칭                                                 | 2009년 11월 12일                 | 2010년 4월 7일 중동로로 변경                                                                    |
| 벌말로     | 오정구 삼정동   | 오정구 대장동                     | 9.31km   | 옛 벌말이라는 마을 이름을 인용                                                                             | 2009년 7월 10일                  | 396                                                                                             |
| 범박로     | 소사구 범박동   | 소사구 범박동                     | 582m     | 행정구역명 (범박동)을 이용하여 범박로로 명명                                                               | 2009년 11월 12일                 |                                                                                                 |
| 범안로     | 소사구 괴안동   | 소사구 계수동                     | 12.573km | 보통 사람들이 평안하게 살기를 기원(부천의 범박로와 광명의 노안로를 연결하는 도로)                          | 2009년 7월 10일                  |                                                                                                 |
| 부광로     | 소사구 괴안동   | 소사구 옥길동                     | 4.134km  | 행정구역 명칭조합 (부천과 광명의 첫글자)                                                                   | 2010년 2월 25일                  | 구 역곡로                                                                                       |
| 부일로     | 원미구 상동     | 원미구 역곡동                     | 10.029km | 부천에서 경인철도를 따라 제일 먼저 개설된 도로                                                             | 2009년 7월 10일                  | 391830                                                                                          |
| 부천로     | 소사구 심곡본동 | 오정구 오정동                     | 4.808km  | 경인전철"역" 명칭인 부천역 명칭 인용                                                                       | 2010년 4월 7일                   | 구 부천로는 2010년 3월 22일 소사로로 변경 · 39                                                  |
| 부흥로     | 원미구 상동     | 원미구 소사동                     | 8.47km   | 인천과 부천의 부흥을 의미함. 부평의 "부", 흥천로의 "흥"자를 합하여 제명                                    | 2009년 7월 10일                  |                                                                                                 |
| 산업로     | 오정구 오정동   | 오정구 오정동                     | 1.598km  | 오정지방산업단지 명칭 활용                                                                                 | 2009년 11월 12일 2010년 4월 7일  | 2010년 4월 7일 오정로303번길 병합                                                               |
| 삼작로     | 오정구 삼정동   | 오정구 작동                       | 5.38km   | 삼정동과 작동을 연결하는 도로로 삼정동의 "삼"과 작동의 "작"자 조합                                         | 2009년 11월 12일                 | 39                                                                                              |
| 상동로     | 원미구 상동     | 원미구 상동                       | 2.06km   | 행정구역명 (상동)을 이용하여 상동로로 명명                                                                 | 2009년 11월 12일                 |                                                                                                 |
| 상오정로   | 오정구 오정동   | 오정구 원종동                     | 2.09km   | 부평군 당시 행정구역 명칭 인용                                                                             | 2009년 11월 12일                 |                                                                                                 |
| 상이로     | 원미구 상동     | 원미구 상동                       | 946m     | 행정구역명 (상2동)을 이용하여 상이로로 명명                                                                | 2009년 11월 12일                 |                                                                                                 |
| 상일로     | 원미구 상동     | 원미구 상동                       | 1.6km    | 행정구역명 (상1동)을 이용하여 상일로로 명명                                                                | 2009년 11월 12일                 |                                                                                                 |
| 서촌로     | 소사구 송내동   | 소사구 송내동                     |          | 옛 지명인 서촌마을 명칭반영                                                                                |                                  |                                                                                                 |
| 서해안로   | 소사구 계수동   | 소사구 범박동                     | 22.436km | 서해안을 따라 "부천"에서 "정왕동"에 이르는 도로                                                            | 2009년 7월 10일                  | 1                                                                                               |
| 석천로     | 원미구 상동     | 오정구 오정동                     | 5.82km   | 부평군 당시 행정구역 명칭 인용                                                                             | 2009년 11월 12일                 | 39                                                                                              |
| 성곡로     | 오정구 여월동   | 오정구 [오정동 (부천시)\|오정동]] | 1.2km    | 행정구역명 (성곡동)을 이용하여 성곡로로 명명                                                               | 2009년 11월 12일                 | 59                                                                                              |
| 성골로     | 오정구 여월동   | 오정구 여월동                     | 748m     | 성골지구 명칭 인용                                                                                         | 2009년 11월 12일                 |                                                                                                 |
| 성무로     | 소사구 심곡본동 | 소사구 심곡본동                   | 468m     | 활터인 성무정 명칭 인용                                                                                    | 2009년 11월 12일                 |                                                                                                 |
| 성오로     | 오정구 작동     | 오정구 오정동                     | 2.17km   | 성곡동과 오정동을 연결하는 도로로 성곡동의 "성"과 오정동의 "오"자 조합                                     | 2009년 11월 12일                 |                                                                                                 |
| 성주로     | 소사구 송내동   | 소사구 심곡본동                   | 2.78km   | 인근 성주산의 명칭 인용                                                                                    | 2009년 11월 12일                 |                                                                                                 |
| 성지로     | 오정구 작동     | 오정구 고강동                     | 1.21km   | 오정초교 뒤 언덕둘레에 옛날 토성을 쌓은 흔적이 남아있어 명명                                               | 2009년 11월 12일                 |                                                                                                 |
| 소사로     | 소사구 소사본동 | 오정구 고강동                     | 2.42km   | 경인전철 구간 중 소사역 명칭 사용                                                                          | 2009년 8월 24일 2009년 11월 12일 | 구 부천로 · 구 소사로는 2010년 4월 7일 소사동로로 변경 · 1620                                   |
| 소사동로   | 소사구 소사본동 | 소사구 괴안동                     | 2.636km  | 소사로의 동쪽에 위치한 도로를 명명                                                                         | 2010년 4월 7일                   | 구 소사로                                                                                       |
| 소삼로     | 소사구 소사본동 | 소사구 소사본동                   | 841m     | 행정구역명 (소사본3동)을 이용하여 소삼로로 명명                                                            | 2009년 11월 12일                 |                                                                                                 |
| 소안로     | 소사구 소사본동 | 소사구 소사본동                   | 809m     | 소사본동과 괴안동의 경계를 통과하는 도로로 소사본동의 "소"와 괴안동의 "안"자 조합                          | 2009년 11월 12일                 |                                                                                                 |
| 소향로     | 원미구 상동     | 원미구 중동                       | 2.58km   | 시인 이상로의 아호로서 소사가 정든 고향임을 희구하는 명칭                                                  | 2009년 11월 12일                 |                                                                                                 |
| 수도로     | 원미구 약대동   | 오정구 원종동                     | 3.65km   | 옛날부터 이 지역에 수도관이 묻혀 있다하여 붙여진 명칭 인용                                                 | 2009년 12월 28일                 | 42                                                                                              |
| 수주로     | 오정구 고강동   | 오정구 고강동                     | 722m     | 옛 부천의 명칭이며, 시인인 변영로의 아호 인용                                                              | 2009년 11월 12일 2010년 5월 7일  | 구 수주로는 2010년 4월 7일 역곡로로 변경 고리울로75번길과 고리울로76번길을 병합해 수주로로 명명 |
| 신상로     | 원미구 상동     | 원미구 상동                       | 1.02km   | 신상리 옛마을 명칭 인용                                                                                    | 2009년 11월 12일                 |                                                                                                 |
| 신흥로     | 소사구 심곡본동 | 오정구 오정동                     | 5.45km   | 신흥동을 관통하여 중동신도시 개발로 새롭게 일어나는 길이라 해서 명명                                       | 2009년 11월 12일                 | 10                                                                                              |
| 심곡로     | 소사구 심곡본동 | 소사구 심곡본동                   | 1.09km   | 옛날 자연부락인 깊은구지의 한자식표기로 법정동 명칭 활용                                                   | 2009년 11월 12일                 |                                                                                                 |
| 심중로     | 원미구 심곡동   | 원미구 중동                       | 1.37km   | 심곡동과 중동의 경계 도로로 심곡동 "심"과 중동의 "중"자 조합                                               | 2009년 11월 12일                 |                                                                                                 |
| 안곡로     | 소사구 괴안동   | 원미구 역곡동                     | 3.27km   | 괴안동과 역곡동을 연결하는 도로로 괴안동의 "안"과 역곡동의 "곡"자 조합                                     | 2009년 11월 12일                 |                                                                                                 |
| 약대로     | 원미구 약대동   | 원미구 약대동                     | 520m     | 행정구역명 (약대동)을 이용하여 약대로로 명명                                                               | 2009년 11월 12일                 |                                                                                                 |
| 양지로     | 소사구 괴안동   | 소사구 범박동                     | 1.049km  | 옛부터 볕이 잘드는 따뜻한 마을이라는 명칭 인용                                                             | 2011년 6월 27일                  |                                                                                                 |
| 양지남로   | 소사구 범박동   | 소사구 범박동                     | 1.022km  | 양지로 남쪽에 위치한 도로를 명명                                                                           | 2011년 6월 27일                  |                                                                                                 |
| 여월로     | 소사구 여월동   | 소사구 작동                       | 2.31km   | 행정구역명 (여월동)을 이용하여 여월로로 명명                                                               | 2009년 11월 12일                 |                                                                                                 |
| 역곡로     | 원미구 역곡동   | 오정구 고강동                     | 5.992km  | 경인전철 "역"명칭인 역곡역 명칭 인용                                                                       | 2009년 7월 10일 2010년 4월 7일   | 구 역곡로는 2010년 2월 25일 부광로로 변경 · 구 수주로 · 22                                      |
| 연동로     | 소사구 옥길동   | 소사구 옥길동                     | 3.267km  | 지역명칭인 옥련로의 "연", 항동길의 "동"을 조합하여 부여                                                    | 2009년 7월 10일                  |                                                                                                 |
| 오정로     | 오정구 삼정동   | 소사구 고강동                     | 5.999km  | 오정구의 주요지역을 통과하는 도로의 지역특성 반영                                                          | 2009년 7월 10일                  | 63977                                                                                           |
| 옥길로     | 소사구 옥길동   | 소사구 옥길동                     | 1.77km   | 행정구역명 (옥길동)을 이용하여 옥길로로 명명                                                               | 2009년 11월 12일                 |                                                                                                 |
| 옥산로     | 원미구 중동     | 오정구 내동                       | 2.96km   | 부평군 당시 행정구역 명칭 인용                                                                             | 2009년 11월 12일                 |                                                                                                 |
| 원미로     | 소사구 심곡본동 | 오정구 여월동                     | 3.11km   | 행정구역명 (원미동)을 이용하여 원미로로 명명                                                               | 2009년 11월 12일                 |                                                                                                 |
| 원종로     | 원종동          | 고강동                            | 1.38km   | 행정구역명 (원종동)을 이용하여 원종로로 명명                                                               | 2009년 11월 12일                 |                                                                                                 |
| 은성로     | 소사구 소사본동 | 소사구 계수동                     | 2.2km    | 소사구 대표적 문학인인 목일신의 아호 인용                                                                  | 2009년 11월 12일                 |                                                                                                 |
| 자유로     | 소사구 심곡본동 | 소사구 심곡본동                   | 924m     | 부천의 대표적 재래시장인 자유시장 명칭인용                                                                 | 2009년 11월 12일                 |                                                                                                 |
| 작동로     | 오정구 작동     | 오정구 작동                       | 689m     | 행정구역명 (작동)을 이용하여 작동로로 명명                                                                 | 2009년 11월 12일                 |                                                                                                 |
| 장말로     | 원미구 상동     | 원미구 심곡동                     | 3.78km   | 부천군 소사읍 중리에 속했던 옛지명 인용                                                                    | 2009년 11월 12일                 |                                                                                                 |
| 정주로     | 원미구 춘의동   | 원미구 도당동                     | 1.04km   | 평평한 물가에 땅이 이루어졌다는 뜻의 옛지명 인용                                                           | 2009년 11월 12일                 |                                                                                                 |
| 조마루로   | 원미구 상동     | 원미구 원미동                     | 4.33km   | 조상들이 목축시대 후 정착하여 조를 주식으로 할 때 조를 심은 마루라 하여 옛 지명 인용                       | 2009년 12월 28일                 |                                                                                                 |
| 조종로     | 원미구 원미동   | 원미구 원미동                     | 900m     | 부천군 당시 행정구역 명칭 인용                                                                             | 2009년 11월 12일                 |                                                                                                 |
| 중동로     | 소사구 송내동   | 오정구 삼정동                     | 4.505km  | 경인전철 "역"명칭인 중동역 명칭 이용                                                                       | 2010년 4월 7일                   | 17                                                                                              |
| 중앙로     | 원미구 심곡동   | 오정구 오정동                     | 4.81km   | 부천 중앙의 남북을 가로지르는 도로                                                                         | 2009년 11월 12일                 | 2010년 4월 7일 부천로로 변경                                                                    |
| 지봉로     | 소사구 괴안동   | 원미구 역곡동                     | 1.61km   | 독립운동을 하였고 민의원과 농림부장관을 지낸 역곡의 대표적 인물인 박제환의 아호 인용                       | 2009년 12월 28일                 |                                                                                                 |
| 평천로     | 원미구 상동     | 원미구 도당동                     | 7.578km  | 부평의 "평", 부천의 "천"자를 합하여 제명                                                                   | 2009년 7월 10일                  |                                                                                                 |
| 하우로     | 소사구 심곡본동 | 소사구 심곡본동                   | 3.322km  | 옛 고유지명 "하우고개" 명칭인용                                                                            | 2009년 8월 24일                  |                                                                                                 |
| 함박로     | 소사구 옥길동   | 소사구 옥길동                     | 1.48km   | 계수동 뒷산이 함박산이라 하여 명명                                                                         | 2009년 11월 12일                 |                                                                                                 |
| 호수로     | 원미구 상동     | 원미구 상동                       | 522m     | '호수마을' 명칭 인용                                                                                       | 2009년 11월 12일                 |                                                                                                 |
| 호현로     | 소사구 소사본동 | 소사구 소사본동                   | 5.032km  | 옛 고유지명 "여우고개"명칭 인용                                                                            | 2009년 8월 24일                  | 39                                                                                              |

## 참고 자료
- 부천시고시 제2011-66호, 2011년 7월 29일.